# Río Sarria
Río Sarria är ett vattendrag i Spanien.   Det ligger i provinsen Provincia de Lugo och regionen Galicien, i den nordvästra delen av landet, 400 km nordväst om huvudstaden Madrid.